# Zottelhaube
Zottelhaube (norwegisch Lurvehette) ist ein norwegisches Volksmärchen aus der Märchensammlung Norske Folkeeventyr von Peter Christen Asbjørnsen und Jørgen Moe. Die Geschichte erzählt von Zwillingsschwestern, die unter zauberhaften Umständen geboren werden, die eine schön und scheu, die andere hässlich und mutig. Ihre Geschichte ist in eine komplizierte Trollgeschichte eingefügt.
Es handelt sich nach der von Antti Aarne begründeten Märchenklassifikation um ein Märchen der Klasse ATU 711.

## Handlung
Eine Königin und ein König blieben lange kinderlos und adoptierten schließlich ein Kind.
Als die Königin eines Tages ihre Adoptivtochter mit einem Bettelmädchen spielen sah, schimpfte sie, dass sie sich als Königstochter nicht mit einem Bettelmädchen abgeben solle. Als das Mädchen hinausgeworfen werden sollte, sagte es, dass ihre Mutter einen Weg kenne, wie die Königin ein eigenes Kind bekommen könnte. Die Königin ließ die Mutter holen. Die arme Frau verneinte zuerst einen Weg zu kennen, aber das Bettelmädchen sagte, dass man ihre Mutter betrunken machen solle, dann würde sie schon das Geheimnis erzählen, wie die Königin ein Kind bekomme. So geschah es und die Mutter des Bettelmädchens riet der Königin, sie solle sich vor dem Zubettgehen waschen und das Badewasser unter ihr Bett ausschütten. Am nächsten Tag würde sie zwei Blumen unter dem Bett finden – eine wunderschöne und eine hässliche Blume. Die schöne solle sie essen, aber die hässliche auf keinen Fall, dann würde sie ein Kind bekommen.
Die Königin tat wie ihr geraten wurde und fand am nächsten Morgen tatsächlich unter dem Bett eine wunderschöne und eine hässliche Blume. Sie aß die schöne, die wunderbar schmeckte, konnte sich aber nicht beherrschen und verspeiste die hässliche gleich hinterher. Sie dachte, es würde weder schaden noch nützen.
Bald darauf gebar die Königin ein Mädchen – aber das Mädchen war hässlich, ritt auf einem Ziegenbock und schwang einen großen Holzlöffel. Die Königin war entsetzt und rief, dass ihr Gott helfen möge, wenn sie ihre Mutter sein soll. Das garstige Mädchen meinte nur, dass sie gleich noch eine zweite Tochter bekommen werde, die schöner sein wird. Daraufhin bekam die Königin wirklich ein zweites Mädchen, das wunderschön war und einen lieblichen Charakter hatte, so dass die Königin überaus glücklich war. Ihre ältere Tochter nannte sie Zottelhaube, weil sie eine Kappe über ihren wilden zotteligen Haaren trug. Sie wollte mit Zottelhaube nichts zu tun haben und verlangte, dass die Zofen sie wegsperren sollten. Das gelang aber nicht, weil die beiden Schwestern unzertrennlich waren.
Als die beiden Schwestern herangewachsen waren, konnte man an einem Weihnachtsabend großen Lärm und Trubel auf dem Flur vor der Kammer hören. Die Königin erzählte Zottelhaube, dass draußen im Flur Trollweiber ihr Unwesen treiben würden. Zottelhaube verlangte, dass alle Türen verriegelt werden sollten, nahm ihren Rührlöffel und ritt mit ihrem Ziegenbock in den Flur, um die Trollweiber zu verjagen. Da hörte man ein großes Tohuwabohu und die jüngere Schwester schaute durch eine Tür, die nur angelehnt war, in den Flur. Da kam eines der Trollweiber auf sie zu und riss ihr den Kopf ab und setzte ihr einen Kalbskopf auf. Die Trollweiber verschwanden.
Zottelhaube war außer sich, wie das passieren konnte – sie hatte doch verlangt, dass alle Türen verriegelt werden sollten, aber sie wollte versuchen, ihrer Schwester zu helfen und verlangte vom König ein Schiff. Sie und ihre kalbsköpfige Schwester gelangten mit dem Schiff in das Land, wo die Trollweiber in einem Schloss lebten. Die jüngere Schwester sollte sich an Bord des Schiffes verstecken und sich ruhig verhalten – die ältere ritt mit ihrem Ziegenbock und ihrem Holzlöffel auf das Schloss der Trollhexen. Dort sah sie den Kopf ihrer Schwester auf einer Fensterbank – sie nahm den Kopf und ritt mit ihrem Ziegenbock zurück zum Hafen. Die Trollweiber verfolgten sie in einer wilden Hatz. Der Ziegenbock stieß die Trollweiber mit seinen Hörnern und Zottelhaube schlug sie mit ihrem Löffel, so dass die Trollweiber von ihr ablassen mussten. Zottelhaube  konnte ihre Schwester von dem Kalbskopf erlösen und ihren eigenen Kopf wieder aufsetzen. Sie verließen das Land der Trollhexen mit dem Schiff und erreichten nach einer langen Reise ein fremdes Königreich. Dort herrschte ein König, dessen Königin verstorben war. Als er das Schiff sah, sandte er Diener an den Strand, um zu erfahren, woher es kam und wer an Bord war.
Auf dem Deck war nur Zottelhaube zu sehen, die auf ihrem Ziegenbock hin und her ritt und ihren Löffel schwang. Die Diener wollten wissen, ob noch jemand an Bord sei. Zottelhaube bejahte das und meinte, dass ihre Schwester noch an Bord sei. Daraufhin wollten die Diener des Königs die Schwester auch sehen, aber Zottelhaube sagte, dass nur der König sie zu sehen bekommen würde.
Die Diener berichteten ihrem König davon, so dass er sich schnurstracks selber zum Schiff begab. Als er die jüngere Schwester sah, verliebte sich der König sofort in das wunderschöne Mädchen und wollte es heiraten. Aber Zottelhaube sagte, dass der König die Jüngere nur bekommen würde, wenn sie – Zottelhaube – seinen Sohn als Gemahl bekommen würde. Der Königssohn wollte aber dieses hässliche Mädchen nicht zur Frau nehmen. Der König und der Hofstaat redeten so lange auf ihn ein, bis er sich in sein Schicksal ergab.
Auf dem Weg zur Kirche fuhr der König mit seiner wunderschönen Braut voran, Zottelhaube und der Königssohn ritten hinterher – sie auf ihrem Ziegenbock und er auf seinem Pferd betrübt und wortlos neben ihr her, so dass Zottelhaube fragte, warum er nichts sagte. Er antwortete, er wüsste nichts zu sagen. Sie forderte ihn auf sie zu fragen, warum sie auf solch einem Ziegenbock reiten würde. Als er sie fragte, antwortete sie, der Ziegenbock sei doch das schönste Pferd, auf dem jemals eine Braut zur Kirche geritten sei. Und sie ritt auf einmal auf einem wunderschönen Pferd.
Dann forderte sie ihn auf, zu fragen, warum sie so einen hässlichen Kochlöffel in der Hand halten würde. So geschah es und sie hielt auf einmal einen Silberfächer in der Hand. Daraufhin forderte sie ihn auf, zu fragen, warum sie so eine graue lumpige Kappe hätte. Er frage sie und plötzlich hatte sie eine der blanksten Goldkronen auf dem Kopf, wie er noch nie gesehen hatte. Schließlich sollte er sie fragen, warum sie so hässlich und garstig sei. Als er sie dann fragte, war sie auf einmal zehnmal schöner als ihre Schwester. Es wurde eine wunderschöne Doppelhochzeit gefeiert.

## Interpretation
Ein wesentlicher Anreiz des Märchenlesers zum Identifikationsprozess liegt in der Erregung von Mitleid, ein Aspekt der auch in Lurvehette zutrifft: Eine Königin wünscht sich ein Kind, der Wunsch bleibt aber lange unerfüllt. Doch obwohl Mitleid im Leser hervorgerufen wird, kann er sich weder in der Umgebung noch in einer der Personen wiederfinden, da die Königin auf die vorhandenen sozialen Unterschiede durch bewusste Abgrenzung von den unteren Schichten hinweist, nachdem sie sich des Kindesraubes schuldig gemacht hat. Dann übertritt die Königin ein Verbot (sie isst die verbotene Blume), was zur Folge hat, dass sie außer einem wohlgeratenen noch ein zweites, häßliches Kind gebiert: die Hauptheldin Lurvehette.
Sie ist nicht eine typische Heldinnenfigur, da Heldinnen in der Regel eine Opferrolle zufällt. Lurvehette agiert aber ausgesprochen männlich-aktiv: Sie verprügelt Trolle und befreit ihre Schwester aus deren Gewalt. Dabei trägt sie selbst trollhafte Merkmale – ist hässlich und reitet mit einem Löffel in der Hand auf einem Bock.
Die Assoziation Lurvehettes mit dem Ziegenbock hat sowohl positive als auch negative Bedeutungen. In der vorchristlichen Götterwelt des griechischen Dionysos und Pans sowie des nordischen Thors, repräsentierte die chthonische  männliche Ziege phallische Sexualität; Im christlichen Kontext wurde der Bock aus dem gleichen Grund mit dem Fürst der Finsternis, und mit Satans Anhängerinnen, den Hexen, verbunden. So erscheint Lurvehettes Person mit dämonischen Zügen: Auf dem Kopf trägt sie eine zottelige Mütze, die sie wie ein Tier aussehen lässt, und in ihrer Hand hält sie eine Suppenkelle, die sowohl daran erinnert, wie Hexen ihre Gebräue umrühren, als auch an einen Zauberstab, vielleicht sogar an einen Phallus. Dem zum Trotz sind Lurvehettes Handlungen konsequent konstruktiv und zeugen von Ordnung, Kameradschaft und Liebe, also genau die Eigenschaften, die man in „romantischen“ Helden sucht. Ihren Mangel legt sie erst dann ab, als sie von einem Prinzen geheiratet wird und sich vor der Hochzeit – nach einem langen Zwiegespräch mit ihrem Bräutigam – in eine schöne Frau verwandelt.
Bei der Textanalyse kann das Modell von Northrop Frye angewendet werden, nach dessen Meinung „es Aufgabe des Kritikers ist, zu zeigen, wie alle literarischen Gattungen aus dem Mythos der Suche abgeleitet sind.“ So lässt sich demonstrieren, dass die Phasen des Suche-Mythos (vier Phasen bilden einen Zyklus), die in Lurvehettes Geschichte vorkommen, der Mythos des Frühlings und vor allem der Mythos des Sommers sind. Dem Muster der Frühlingsphase, welche sich mit der Geburt des Helden und der Besiegung der dunklen Mächte (des Winters, des Todes und der Unfruchtbarkeit) befasst, sind beispielsweise die Verwandlung der Königin (die vom todesähnlichen Zustand der Unfruchtbarkeit befreit wird) und die Geburt ihrer beiden Kinder angepasst. Nach Northrop Frye ist der Mythos des Sommers, von allen literarischen Formen der Wunscherfüllung des Traums am nächsten. Die typische Handlung des Märchens ist daher „romantisch“ und abenteuerlich, und umfasst, wenn sie vollständig ist, drei Stufen. Die erste Stufe, nach dem Griechischen Agon genannt, erzählt von der gefährlichen Reise und den vorbereitenden Abenteuern. Dies wird durch die Kindesannahme der Königin dargestellt, was dann zu ihrer Begegnung mit der weisen Frau führt. Die gefährliche Reise wird durch das Ritual des Badens und die beiden Blumen symbolisiert. Die Begegnung zwischen den Trollhexen, Lurvehette und ihrer Schwester, stellen ein erstes Abenteuer dar, und ihre Reise in das Trollland ist eine gefährliche Reise. Die nächste Stufe ist der Pathos (Leiden aus Leidenschaft), welche den Moment der Entscheidung beinhaltet, in dem entweder der Held oder sein Widersacher oder beide sterben müssen. In Lurvehette „stirbt“ die Königin für ihr früheres, steriles Selbst, indem sie mit Entsetzen ihre hässliche Tochter akzeptiert. Lurvehette besiegt später ihre Feinde, die Trollhexen. Die dritte Stufe ist die Einsicht und Entdeckung (Anagnorisis oder Cognitio) und berichtet von der Anerkennung, Erhebung und symbolischen Rückkehr des Helden. Dies wird durch die Wiederherstellung des Kopfes der Schwester, die Entzauberung Lurvehettes und das triumphale Fest der Heldinnen dargestellt.
Die Episode, in der die Prinzessin ihres Kopfes beraubt wird, den Lurvehette aber zurückholt und sie damit erlöst, sowie auch die Episode der Erlösung durch das Frage-und-Antwort-Spiel mit ihrem Bräutigam, hat Jørgen Moe wahrscheinlich aus anderen Quellen übernommen.

## Adaption im Film
- 2020: Die Hexenprinzessin, deutscher Fernsehfilm aus der ZDF-Serie Märchenperlen

Vergleiche mit Die verzauberte Anicka, tschechischer Märchenfilm von 1993

## Ausgaben
- Zottelhaube. Ein Märchen mit Zeichnungen von Petra Clemen. Berlin: Müller 1942.
- Zottelhaube. Nach einem norwegischen Märchen erzählt von Edith Bergner. Illustrationen Rolf Müller. Berlin: Kinderbuchverlag 1959.
- Zottelhaube. Ein norwegisches Märchen. Hrsg. von Klara Stroebe und Reidar Th. Christiansen, Illustrationen von Kiki Ketcham-Neumann. Graz: Mangold 1998. ISBN 978-3-901282-19-5